# Luigi Cimara
Luigi Cimara (Roma, 19 luglio 1891 – Roma, 26 gennaio 1962) è stato un attore italiano di cinema, televisione, radio e teatro.

## Biografia

Luigi Cimara in compagnia di Enrico Maria Salerno

Rampollo di una famiglia aristocratica romana (il padre Giuseppe era Prima Guardia Nobile al Vaticano) studiò recitazione presso l'Accademia di Santa Cecilia a Roma avendo come insegnante Virginia Marini. Debuttò in teatro nel 1912 nella compagnia di Amedeo Chiantoni mettendosi in luce come attor giovane per il suo fisico esile ed asciutto, elegante e longilineo.
Successivamente, nella stagione 1913-14, entrò a far parte della compagnia di Lyda Borelli e, dal 1915 al 1921, fu scritturato nella compagnia di Armando Falconi e Tina Di Lorenzo come primo attor giovane. Passò quindi alla compagnia di Dario Niccodemi, formando con Vera Vergani una affiatatissima coppia. La svolta vera avvenne nel 1931 quando finalmente ottenne il nome in ditta nella famosa Tofano-Merlini-Cimara.
Gli anni '30 furono per Cimara anni di grandi soddisfazioni perché prima, nel 1934, fu compagno di scene di Kiki Palmer, poi, nel 1935, fu capocomico nella compagnia di Laura Adani e Umberto Melnati. In seguito recitò nel 1937 con Paola Borboni e, nel 1939-40, con Evi Maltagliati e Carlo Ninchi.
Al termine del secondo conflitto ebbe accanto a sé Lilla Brignone nella stagione 1946-47 e successivamente, nella stagione 1948-49 fu con Sarah Ferrati e Cortese.

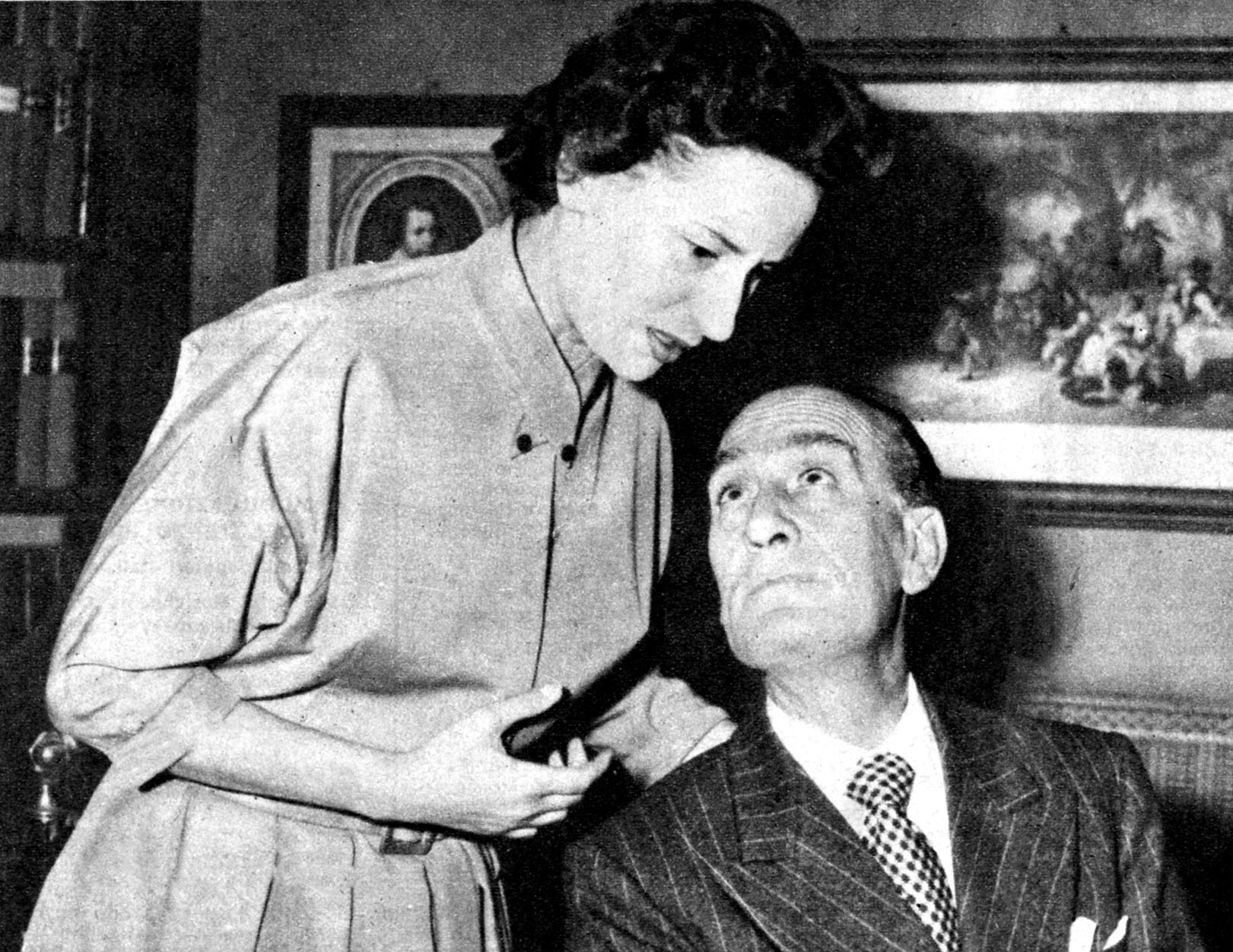
Elena Zareschi con Luigi Cimara ne Il piacere dell'onestà RAI tv 1955

Nel 1950-51 formò la Cimara-Paul-Ferro e, nel 1951-52, la Gioi-Cimara-Bagni che mise in scena un divertente allestimento de La cicogna si diverte di André Roussin. Fu poi partner di Anna Magnani, nel 1953, nell'ultima rivista che interpretò l'attrice e, nel 1954, fu compagno di Enrico Maria Salerno e della debuttante Anna Maria Guarnieri in una commedia di grande successo: Quando la luna è blu di Frederick Hugh Herbert, di cui Cimara curò anche la regia.
Nel 1955 fu tra gli interpreti di un memorabile Il giardino dei ciliegi diretto da Giorgio Strehler accanto a Tino Carraro e Sarah Ferrati.
Il suo aplomb distinto gli fece guadagnare il soprannome di Lord Brummell del teatro italiano di cui fu un autentico protagonista fino alla morte. Fu però attivo nel cinema sin dal muto dove ebbe parti di rilievo, poi nel sonoro dove invece fu impiegato come caratterista (da ricordare il suo ruolo del pedone investito in  Cinque poveri in automobile).
Lavorò anche per la televisione e la radio in diversi sceneggiati e commedie. Era fratello dell'attore Giovanni Cimara e del musicista e direttore d'orchestra Pietro Cimara.

## Filmografia parziale
- La telefonista, regia di Nunzio Malasomma (1932)
- Teresa Confalonieri, regia di Guido Brignone (1934)
- Re burlone, regia di Enrico Guazzoni (1935)
- L'aria del continente, regia di Gennaro Righelli (1935)
- La damigella di Bard, regia di Mario Mattoli (1936)
- Gli ultimi giorni di Pompeo, regia di Mario Mattoli (1937)
- Belle o brutte si sposan tutte..., regia di Carlo Ludovico Bragaglia (1939)
- Ricchezza senza domani, regia di Ferdinando Maria Poggioli (1940)
- Validità giorni dieci, regia di Camillo Mastrocinque (1940)
- Piccolo re, regia di Redo Romagnoli (1940)
- Dora Nelson, regia di Mario Soldati (1940)
- Primo amore, regia di Carmine Gallone (1941)
- Luna di miele, regia di Giacomo Gentilomo (1941)
- Redenzione, regia di Marcello Albani (1943)
- Ho tanta voglia di cantare, regia di Mario Mattoli (1943)
- Sant'Elena, piccola isola, regia di Umberto Scarpelli e Renato Simoni (1943)
- Il fiore sotto gli occhi, regia di Guido Brignone (1944)
- Adamo ed Eva, regia di Mario Mattoli (1949)
- Senza bandiera, regia di Lionello De Felice (1951)
- 5 poveri in automobile, regia di Mario Mattoli (1952)
- Altri tempi, regia di Alessandro Blasetti (1952)
- Lulù, regia di Fernando Cerchio (1953)
- Il barcaiolo di Amalfi, regia di Mino Roli (1954)
- Pendolin, episodio di Cento anni d'amore, regia di Lionello De Felice (1954)
- Capitan Fuoco, regia di Carlo Campogalliani (1958)
- Olympia (A Breath of Scandal), regia di Michael Curtiz (1960)

## Prosa radiofonica RAI
- Oh amante mia! di Terence Rattigan, trasmessa l'8 marzo 1954.
- L'onda e lo scoglio, tre atti di Alfredo Vanni, Secondo programma, Compagnia di Prosa di Firenze della RAI, trasmessa il 2 maggio 1957.

## Prosa televisiva Rai
- Partire, di Gherardo Gherardi, regia di Claudio Fino (1954)
- Zio Vania, di Anton Čechov, regia di Silverio Blasi (1955)
- La vedova, regia di Cladio Fino, (1955)
- Bobosse, regia di Franco Enriquez (1955)
- Baci perduti di André Birabeau, regia di Giancarlo Galassi Beria, trasmessa il 15 luglio 1955.
- Il piacere dell'onestà di Luigi Pirandello, regia di Franco Enriquez, trasmessa il 20 novembre 1955.
- Giochi di prestigio, regia di Alberto Gagliardelli (1956)
- L'ufficiale della guardia di Ferenc Molnár, regia di Tatiana Pavlova, trasmessa il 7 dicembre 1956.
- Un bicchiere d'acqua, di Eugene Scribe, regia di Corrado Pavolini (1956)
- Mancia competente, di Aladár László, regia di Mario Landi, trasmessa sul Programma nazionale il 20 settembre 1957
- Miss Mabel, di Robert Cedric Sheriff, regia di Sandro Bolchi (1959)
- Il conte Aquila, regia di Sandro Bolchi, (1959)
- Famiglia, regia Anton Giulio Majano (1959)
- Tristi amori, di Giuseppe Giacosa, regia Sandro Bolchi, (1960)
- Tana di ladri, regia di Eros Macchi (1961)

## Teatro
- Ultima novità, di Édouard Bourdet, Milano, Teatro Manzoni, 5 febbraio 1929.
- Triangoli di Dino Falconi e Oreste Biancoli, regia di Dario Niccodemi e Ruggero Lupi. Teatro Manzoni di Milano, 18 gennaio 1930.
- La donna in vetrina di Luigi Antonelli, regia di Dario Niccodemi e Ruggero Lupi, Teatro Argentina di Roma, 26 maggio 1930
- Tiro a quattro di Frederick Lonsdale, regia di Oreste Biancoli. Roma, Teatro Astra, 5 dicembre 1944.
- Rabagas di Victorien Sardou, regia di Ruggero Ruggeri. Roma, Teatro Quirino, 3 febbraio 1945.
- La luna è tramontata di John Steinbeck, regia di Vito Pandolfi. Roma, Teatro Quirino, 15 febbraio 1945.
- Il giardino dei ciliegi di Anton Čechov, regia di Giorgio Strehler, prima al Piccolo Teatro di Milano il 13 gennaio 1955.
- La sensale di matrimoni di Thornton Wilder, 1956.